# Virtuální národní fonotéka

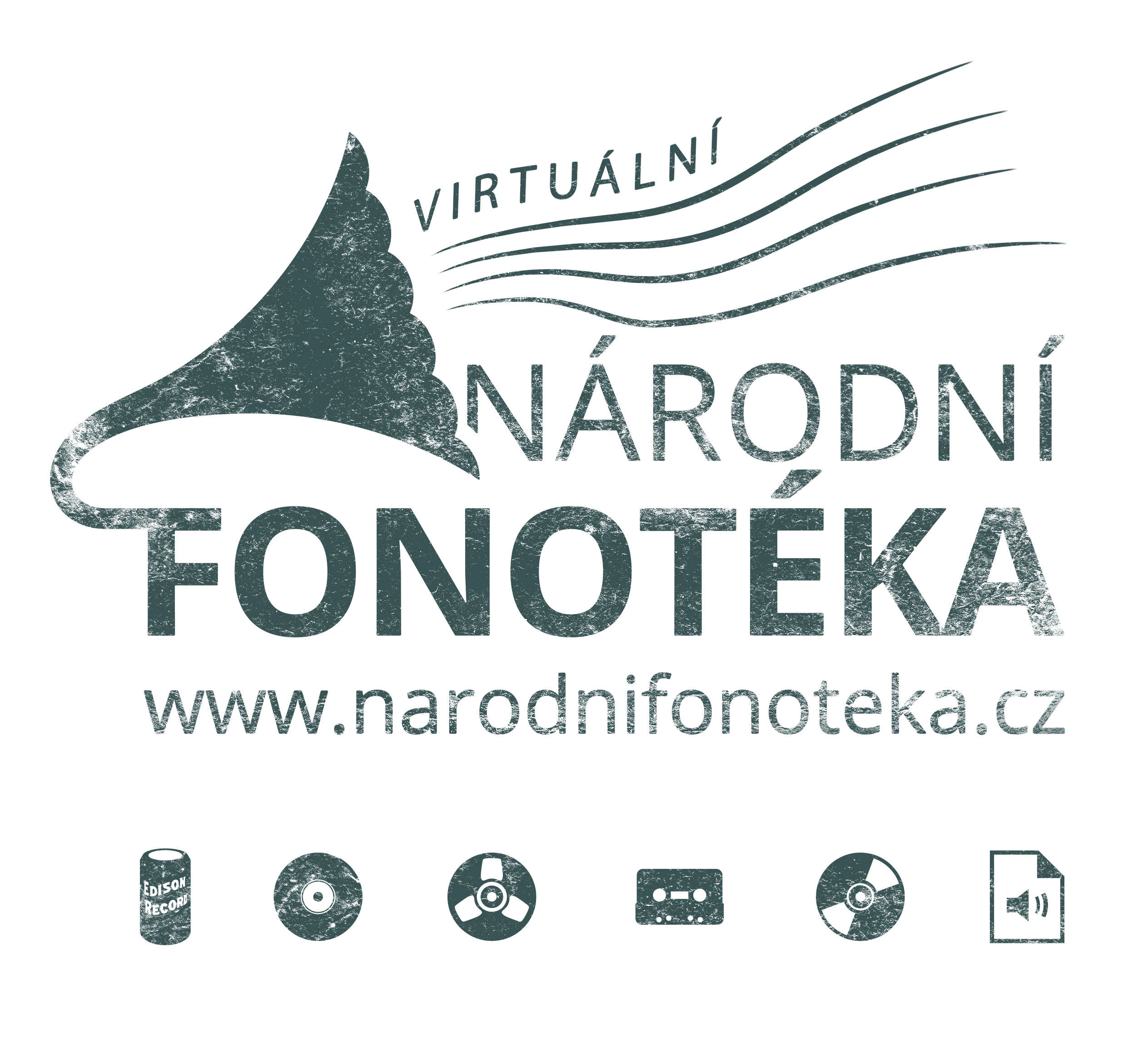
Virtuální národní fonotéka

Virtuální národní fonotéka je projektem Moravské zemské knihovny v Brně (MZK), jehož cílem je vytvořit souborný katalog zvukových dokumentů ČR. VNF je jedinou databází, která zpřístupňuje informace o záznamech zvukových dokumentů ze sbírek zapojených paměťových institucí České republiky. Primárně je její funkcí shromažďovat informace o zvukových dokumentech na jednom místě a uživatelsky přívětivou formou je zpřístupňovat veřejnosti.
Virtuální národní fonotéka má za cíl informovat o existenci, místě uložení a podobě daného zvukového dokumentu.

## Historický kontext
Prvotní snahy o vybudování národní fonotéky v českých zemích sahají již do počátku 20. století. Můžeme narazit na zajímavé pokusy o vybudování instituce podobné těm, které se již delší dobu nacházely třeba v Paříži, Vídni nebo v Berlíně. Tyto zahraniční národní fonotéky se zabývaly shromažďováním zvukových dokumentů, přesněji fonoválečků a gramofonových desek, které se již v tehdejší době stávaly součástí ochraňovaného kulturního dědictví dané země. Již v roce 1910 profesor Josef Zubatý, pozdější prezident České akademie věd a umění (ČAVU), přišel s myšlenkou založení fonotéky, která by pro budoucí generace zachovala zvukový obraz doby. Později se k této myšlence ČAVU vrátila a ve spolupráci s francouzskou firmou Pathé začala pracovat na nahrávání unikátních gramofonových desek.
Nikdy se ale nepodařilo vybudovat instituci, zvukový archiv, která by na našem území plnila roli Národního zvukového archivu v duchu idey Karla Čapka:
„Ta možnost soustředit doma ražené gramofonové desky v nějaké státní diskotéce nám uvádí na mysl projekt uměleckého výboru při Společnosti národů: aby každý stát soustředil a uchoval v nějaké národní diskotéce cenné desky obsahující jednak národní folklór, jednak vynikající díla domácích skladatelů nebo výkonných umělců a uměleckých souborů, pokud jsou nahrána na gramofonových deskách. Tak by vznikl skutečný archív národní hudby v autentickém a vrcholném provedení, archív sloužící k mezinárodní propagaci domácího umění, k rozšiřování rádiem, k vědeckému studiu atd. – věc jistě žádoucí. Je možno, že výbor znalců při Společnosti národů dosáhne mezinárodního přijetí tohoto plánu: pak budeme i my povinni zřídit národní diskotéku. Nebylo by dobře použít nového tiskového zákona k tomu, aby se z povinných exemplářů gramofonových desek počala už teď zřizovat ta budoucí národní diskotéka, pokud nejsou matrice vytlučeny a materiál rozbit? Potom by opatřování starších desek bylo příliš nesnadné – a drahé. Dnes lze udělat začátek prostě jasným ustanovením, že se i na gramofonové desky u nás ražené vztahuje předpis o povinných výtiscích. Prozatímní archivování a katalogizování československých desek by jistě nebylo tak těžkým technickým problémem; a byli bychom z prvních, kdo by začali zakládat státní hudební archív mechanické hudby, k němuž se dříve nebo později nevyhnutelně dojde všude.”
Názor Karla Čapka, přestože je starý více než 80 let, je i v dnešní době stále velice aktuální. Bohužel se ani v meziválečném období zvukový archiv vybudovat nepodařilo a problematika fonotéky na dlouhou dobu upadla v zapomnění. Jak již bylo zmíněno výše, objevily se zde sice určité snahy v průběhu druhé poloviny 20. století, ale žádná instituce nevybudovala něco, co by se mohlo rovnat zvukovým archivům v zahraničí.
Teprve začátkem 90. let 20. století se vize Národní fonotéky resp. Národního zvukového archivu stala součástí záměrů Českého rozhlasu. Tyto snahy narazily na organizačně-kompetenční problémy. Koncem 20. století na Český rozhlas navázala širší skupina jednotlivců a institucí kolem NK ČR a znovu oživili rozpracované teze ČRo. Tehdy vše předčasně ukončil především nedostatek finančních prostředků, chybějící silná osobnost a malá ochota příslušných rozhodných orgánů zabývat se hlouběji tímto náročným problémem. Snahy o vybudování Národní fonotéky tak na desetiletí znovu utichly.

## Virtuální národní fonotéka Moravské zemské knihovny
V roce 2012 se snahy o vybudování národní fonotéky ve virtuální podobě chopila Moravská zemská knihovna mimo jiné prostřednictvím založení internetového portálu Virtuální národní fonotéka na bázi volně dostupného systému VuFind. Do projektu jsou zahrnuty fondy některých českých knihoven i fondy mimoknihovní (např. databáze archivu vydavatelství Supraphon). Vytipovanými cílovými uživatelskými skupinami jsou studenti, čtenáři knihoven, výzkumníci a další zájemci o českou kulturu. 
Vize samotného portálu spočívá tedy v úloze podat informaci o:
- existenci
- obsahu
- lokaci
- fyzickém stavu
- dostupnosti fyzického a/nebo digitálního objektu
- existenci digitalizované formy

Tyto možnosti poskytují uživateli vybrat si, co je pro něho nejzajímavější. Je třeba připomenout, že autorský zákon se na zvukové dokumenty vztahuje stejně jako na ostatní typy dokumentů. Obvykle to znamená, že teprve po uplynutí 70 let od smrti všech, kdo se na výrobě zvukových dokumentů podíleli, lze příslušnou nahrávku volně zpřístupnit v prostředí internetu prostřednictvím digitální knihovny dané instituce. V opačném případě je tu pouze možnost dojet si poslechnout či půjčit nahrávku do instituce, která primární dokument vlastní, anebo dokument zakoupit skrze eshop. 

## Technická stránka portálu
Moravská zemská knihovna v Brně (dále též MZK) zprovoznila v říjnu 2011 knihovní katalog nové generace založený na open source systému VuFind. Jednalo se o katalog knihovny, který je závislý na datech a službách poskytovaných knihovním systémem Aleph. To umožnilo nahradit jeho webové rozhraní modernějším rozhraním integrujícím nejen obě bibliografické databáze knihovny, ale i některé další informační zdroje, které knihovna poskytuje.
VuFind je open source discovery systém vyvíjený Falvey Memorial Library na Villanova University. VuFind přináší uživatelům mimo jiné jednoduché vyhledávání s řazením dle relevance, možnost zpřesňování výsledků fasetami, personalizované služby a funkci našeptávače. Umožňuje zpřístupnění záznamů z lokálních i externích zdrojů v různých metadatových formátech. Jeho jádrem je Solr - open source fulltextový vyhledávací nástroj, který podporuje fasetovou navigaci, zvýrazňování hledaných výsledků, replikaci nebo rozdělení indexu na více serverů a distribuované vyhledávání.
OAI-PMH - Ke sklízení záznamů a k deduplikaci používáme nástroj Record Manager vyvinutý ve finské národní knihovně pro portál Finna. Record Manager používá pro stahování dat z databází třetích stran protokol OAI-PMH - protokol pro tzv. inkrementální sklízení strukturovaných metadat, Umožňuje stáhnout z databáze jen změny provedené v určitém časovém intervalu, takže při aktualizaci nemusíme stahovat opakovaně celou databázi. Zároveň je možné specifikovat, jaký metadatový formát má být dodán. Protože řada knihoven a institucí dosud nepodporuje protokol OAI-PMH, do fonotéky je možné záznamy také dávkově importovat. U jednorázových importů je však problematické to, že z některých databází získáváme aktualizace jen sporadicky, což je na škodu kvality záznamů daných institucí, prezentovaných ve VNF.
Prvním důležitým bodem bylo získání a zapojení nejvýznamnějších, databázově již zpracovaných sbírek zvukových dokumentů různých paměťových institucí. Zde se musíme zastavit a trochu podrobněji probrat, jakým způsobem se do VNF data dostávají a především v jaké podobě. To je jedna z nejdůležitějších částí celého projektu, neboť z žádné instituce nepřijdou stejné záznamy. Proto je vhodné, aby před samotným exportem, sklízením či posláním dat proběhla kontrola záznamů a bylo vypracováno případné doporučení pro jejich aktualizaci či doplnění. I v dnešní době jsou záznamy z hlediska metadatového popisu značně různorodé. Mimo jiné i z toho důvodu, že instituce spravující zvukové sbírky mají různá poslání, priority a cíle, což se projevuje mj. také ve způsobu nahlížení na rozsah a úroveň zpracování.
Do VNF importujeme bibliografické záznamy ve formátech používaných v knihovnách, tj.: MARC21/UNIMARC, ISBD, AACR2/RDA. Doporučujeme proto důsledné dodržování standardů, která jsou určená pro přispívání do Souborného katalogu ČR, jak z hlediska formální a obsahové správnosti, tak rozsahu. Důležitá je hlavně konzistence v oblasti kódovaných údajů.
Neznamená to ale, že záznamy které nebyly pořízeny v knihovnách a podle uvedených knihovnických standardů, do databáze nepřijímáme, zejména vzhledem k tomu, že jedněmi z nejdůležitějších součástí VNF jsou pro databáze soukromé firmy Supraphon a archivu zvukových dokumentů Českého rozhlasu. Jejich metadata však vznikala podle rozdílných, do značné míry proprietárních neknihovnických metodik a záznamy tak musejí z důvodů možnosti jejich importu do VNF procházet náročnějším zásahem - jsou na straně VNF nejprve konvertovány do formátu MARC21. Jde o dvě z mála výjimek, ke kterým přistupujeme vzhledem k unikátnosti a významu obou sbírek. Dalším případem je import diskografických záznamů, které nepopisují obsah konkrétní sbírky a jsou proto často velmi stručné. Tyto záznamy by nám měly dát možnost zjišťovat, co v minulosti vzniklo a bylo vydáno.
Kvalita záznamů je pro fungování VNF zásadní a to z důvodů co nejpřehlednějšího zpřístupnění informací o zvukových sbírkách a dokumentech za pomoci využití tzv. deduplikace. Důvod, proč je přistoupeno k deduplikaci je vytvoření uživatelsky přívětivého prostředí, ve kterém získáváme informaci o dokumentu a zároveň obdržíme i informace, v kterých všech paměťových institucích se daný dokument nachází. V současnosti přitom ale nespojujeme záznamy pro totožné nahrávky na různých nosičích.

## Spolupracující instituce
Oslovování paměťových institucí je jednou z nejdůležitějších částí celého projektu. S tím jsou spojeny i průzkumy ve fondech daných institucí a prvotní evidence zvukových dokumentů, resp. co se kde nachází.
Mezi instituce, které přispívají informací o tom co vlastní (zasílají svá data o zvukových dokumentech ve svých fondech), patří:
Národní knihovna ČR
Krajské knihovny:
- Jihočeská vědecká knihovna v Českých Budějovicích
- Krajská knihovna Františka Bartoše ve Zlíně
- Městská knihovna v Praze
- Moravská zemská knihovna v Brně
- Středočeská vědecká knihovna v Kladně
- Vědecká knihovna v Olomouci
- Krajská vědecká knihovna v Liberci
- Severočeská vědecká knihovna Ústí nad Labem
- Krajská knihovna Vysočiny

Veřejné knihovny:
- Knihovna Jiřího Mahena v Brně
- Městská knihovna Ústí nad Orlicí
- Knihovna města Hradce Králové
- Městská knihovna Kutná Hora
- Městská knihovna v Přerově
- Městská knihovna Pelhřimov
- Knihovna města Plzně
- Knihovna Kroměřížska

Specializované knihovny:
- Knihovna a tiskárna pro nevidomé K. E. Macana
- Národní muzeum - České muzeum hudby

další přispěvatelé:
- Supraphon a.s.
- Český rozhlas
- Audiotéka.cz
- Archiv české a slovenské filmové hudby

## Další vize a cíle portálu
- Prohloubit a dokončit průzkum fondů paměťových institucí a identifikovat nejvýznamnější sbírky zvukové dokumenty na našem území za účelem jejich zapojení se do VNF.
- Zaměřit se na problematiku metadatových standardů pro zvukové dokumenty.
- Stát se portálem prezentujícím všechny významné sbírky zvukových dokumentů
- Rozvíjet další funkce portálu Virtuální národní fonotéka (zejména funkce národního agregátora metadat a vstupní brány pro zahraniční instituce a projekty, např. Europeana Sounds).
- Agregovat diskografické údaje za účelem kompletace informací o produkci zvukových dokumentů na území ČR od nejstarších dob.
- Zajistit propojení s funkcemi registru digitalizace pro zvukové dokumenty v paměťových institucích ČR.
- Vytvářet a on-line zpřístupňovat metodiky pro zvukové dokumenty (průzkumy fondů, zpracování fondů, výběr zvukových dokumentů k digitalizaci, restaurování různých typů zvukových nosičů, digitalizace různých typů nosičů, dlouhodobá ochrana, zpřístupnění apod.).
- Spolupracovat na zajišťování potřebných kapacit datových úložišť.
- Zpřístupňovat digitalizované zvukové dokumenty a rozvíjet SW při respektování aktuálního znění autorského zákona.
- Prohlubovat znalosti a vytvářet síť spolupracujících pracovišť a odborníků pro oblast zvukové dokumenty.[4]